# Juri Iwanowitsch Sacharewitsch
Juri Iwanowitsch Sacharewitsch (russisch Юрий Иванович Захаревич; * 18. Januar 1963 in Melekess, Oblast Uljanowsk, Sowjetunion) ist ein ehemaliger sowjetischer Gewichtheber.

## Sportliche Karriere
Juri Sacharewitsch begann im Alter von 10 Jahren mit dem Gewichtheben. Nachdem sein Talent erkannt war, wurde er intensiv gefördert. Dazu wurde er Mitglied von Dynamo Dimitrowgrad, außerdem wurde er als Offizier in die Rote Armee aufgenommen, hatte aber alle Zeit zum Training. Sein Trainer war S. Naumenkow.
Seinen ersten Start bei einer internationalen Meisterschaft absolvierte er als Siebzehnjähriger bei der Junioren-Weltmeisterschaft 1980 in Montreal. Er erreichte dort im Mittelschwergewicht im Zweikampf 372,5 kg (167,5–205) und musste sich nur dem Bulgaren Radew beugen, der 375 kg erzielte. 1981 startete er bei der Junioren-Weltmeisterschaft in Lignano und erreichte dort im Mittelschwergewicht hervorragende 405 kg (182,5–222,5) im Zweikampf. Er siegte damit klar vor dem Bulgaren Uscherow, 385 kg und seinem Landsmann Wiktor Solodow, 362,5 kg.
Bei der sowjetischen Meisterschaft 1981 belegte er im Mittelschwergewicht mit 400 kg (180–220) hinter dem erfahrenen Jurik Wardanjan, 402,5 kg, den 2. Platz. Im gleichen Jahr wurde Juri Sacharewitsch auch schon bei der Weltmeisterschaft der Senioren in Lille eingesetzt. Dort gewann er im Mittelschwergewicht bis 90 kg mit 397,5 kg im Zweikampf die WM-Silbermedaille hinter Blagoj Blagoew aus Bulgarien, der 405 kg erreichte. Gegen Ende des Jahres 1981 startete er bei einem intern. Turnier in Donezk im 1. Schwergewicht bis 100 kg und erzielte dort mit 425 kg (192,5–232,5) einen neuen Weltrekord.
Danach wechselte Sacharewitsch die Klasse und trat bei der Junioren-Weltmeisterschaft 1982 in Chaskowo im 2. Schwergewicht bis 110 kg, an und siegte dort mit 432,5 kg (195–237,5) vor Wenelin Osikowski aus Bulgarien, 417,5 kg. Bei der Welt- und Europameisterschaft 1982 in Ljubljana, belegte er mit 420 kg (195–225) im 1. Schwergewicht erneut den zweiten Platz, geschlagen von seinem Landsmann Viktor Sots, der 422,5 kg (190–232,5) erzielte.
1983 verletzte sich Sacharewitsch bei einem Weltrekordversuch im Reißen so schwer am Ellbogen, dass eine Rückkehr in den Leistungssport undenkbar schien. Doch Juri Sacharewitsch ließ sich seinen Ellbogen mit künstlichen Sehnen wiederherstellen und kehrte in das Wettkampfgeschehen zurück. Bereits 1984 gewann er die Europameisterschaft in Vitoria im 2. Schwergewicht bis 110 kg, wobei ihm 415 kg (190–225) reichten, um vor dem Italiener Norberto Oberburger, 400 kg und René Wyßuwa aus der DDR, 395 kg, zu siegen. In dieser Gewichtsklasse blieb er bis zum Ende seiner Karriere. Bei den Olympischen Spielen 1984 in Los Angeles konnte er aber nicht an den Start gehen, weil die Sowjetunion diese Spiele aus politischen Gründen boykottierte.
1985 setzte Juri Sacharewitsch seine Siegesserie fort. Er wurde zunächst in Kattowitz mit 407,5 kg (185–222,5) Europameister und siegte im gleichen Jahr auch bei der Weltmeisterschaft in Södertälje mit 422,5 kg (190–232,5). Bei der Europameisterschaft 1986 in Karl-Marx-Stadt holte er sich seinen nächsten Titel mit 430 kg (195–235) im Zweikampf und bei der Weltmeisterschaft 1986 in Sofia steigerte sich im Zweikampf auf fabelhafte 447,5 kg (200–247,5) und gewann dort vor seinem Landsmann Sergei Nagirny, der 427,5 kg (192,5–235) erreichte.
Auch 1987 dominierte er sowohl bei der Europameisterschaft in Reims, wo er mit 440 kg (202,5–237,5) den Titel vor dem Bulgaren Stefan Botew, 430 kg (187,5–242,5) und Artur Akojew, UdSSR, 430 kg (195–235) gewann, als auch bei der Weltmeisterschaft in Ostrava, wo er mit 445 kg (202,5–242,5) im Zweikampf erzielte und vor József Jacsó aus Ungarn, 415 kg (190–225) gewann.
Bei der Europameisterschaft 1988 in Cardiff siegte Juri Sacharewitsch erneut im 2. Schwergewicht und erzielte mit 452,5 kg einen neuen Weltrekord und damit eine Leistung, die ihm bei den Olympischen Spielen in Seoul zum klaren Favoriten stempelte. Diese Favoritenrolle bestätigte Juri Sacharewitsch in Seoul mit einem beispiellosen Wettkampf. Nachdem er sich im ersten Versuch des Reißens mit 195,0 kg die Führung in dieser Disziplin sicherte, stellte er zuerst mit 205,0 kg und dann mit 210,0 kg zwei neue Weltrekorde auf. Im Stoßen brachte er seinen ersten Versuch mit 245,0 kg in die Wertung ein und war damit bereits 27,5 kg vor dem Zweitplatzierten. Des Weiteren bedeutete sein Zweikampfergebnis von 455,0 kg einen neuen Weltrekord im Zweikampf. Bei seinen beiden letzten Versuchen mit 251,0 kg im Stoßen scheiterte Sacharewitsch knapp daran, seinen eigenen Weltrekord von 250,5 kg zu brechen. Sein Zweikampfergebnis hätte selbst im Superschwergewicht (+110 kg) die Silbermedaille bedeutet.
Bei seiner letzten WM 1989 in Athen konnte Sacharewitsch nach 202,5 kg im Reißen keinen gültigen Versuch im Stoßen einbringen und gewann somit „nur“ Silber im Reißen hinter Ronny Weller aus der DDR, der aber ebenso wie er im Stoßen scheiterte. Weltmeister wurde Stefan Botew. Sein letzter internationaler Wettkampf war schließlich die Europameisterschaft 1990 in Aalborg, wo er sich mit 442,5 kg (200–242,5) Stefan Botew, der 445,0 kg (195–250) erzielte, geschlagen geben musste.
Nach Beendigung seiner Laufbahn war Juri Sacharewitsch im russischen Gewichtheber-Verband einige Jahre lang in führender Position, u. a. auch als Präsident, tätig.

## Internationale Erfolge
| Jahr | Platz | Wettbewerb                                    | Gewichtsklasse | |
| 1980 | 2.    | Junioren-WM in Montreal                       | Mittelschwer   | mit 372,5 kg (167,5–205), hinter Radew, Bulgarien, 375 kg, vor Bonk, Polen, 327,5 kg                                                              |
| 1981 | 1.    | Junioren-Wettkämpfe der Freundschaft in Minsk | Mittelschwer   | mit 377,5 kg (170–207,5), vor Parwanow, Bulgarien, 350 kg                                                                                         |
| 1981 | 1.    | Turnier in Alma-Ata                           | Mittelschwer   | mit 382,5 kg (177,5–205), vor Plochoj, 380 kg u. Ilitsch, 375 kg, bde, UdSSR                                                                      |
| 1981 | 1.    | Turnier der Freundschaft in Lwow              | Mittelschwer   | mit 397,5 kg (180–217,5), vor Plochoj, 395 kg u. Gennadi Bessonow, 385 kg, bde. UdSSR                                                             |
| 1981 | 1.    | Junioren-WM in Lignano                        | Mittelschwer   | mit 405 kg (182,5–222,5) vor Uscherow, Bulgarien, 385 kg u. Wiktor Solodow, UdSSR, 362,5 kg                                                       |
| 1981 | 2.    | Welt- u. Europameisterschaften in Lille       | Mittelschwer   | mit 397,5 kg (180–217,5) hinter Blagoj Blagojew, 405 kg (185–220), vor Uscherow, 380 kg (167,5–212,5), bde. Bulgarien                             |
| 1981 | 1.    | Pokal der UdSSR in Donezk                     | 1. Schwer      | mit 425 kg (192,5–232,5) |
| 1982 | 1.    | Baltic-Cup in Imatra                          | 1. Schwer      | mit 425 kg (195–230), vor Wiktor Sots, UdSSR, 390 kg (180–210) u. Ryszard Danielak, Polen, 377,5 kg                                               |
| 1982 | 2.    | Welt- u. Europameisterschaften in Ljubljana   | 1. Schwer      | mit 420 kg (195–225), hinter Wiktor Sots, 422,5 kg (190–232,5), vor Bruno Matykiewics, CSSR, 397,5 kg (180–217,5)                                 |
| 1982 | 1.    | Junioren-WM in Chaskowo                       | 2. Schwer      | mit 432,5 kg (195–237,5), vor Wesselin Osikowski, Bulgarien, 417,5 kr u. Juri Jurenko, UdSSR, 375 kg                                              |
| 1983 | 1.    | Turnier in Odessa                             | 1. Schwer      | mit 440 kg (200–240) |
| 1984 | 1.    | EM in Vitoria                                 | 2. Schwer      | mit 415 kg (190–225), vor Norberto Oberburger, Italien, 400 kg u. René Wyßuwa, DDR, 395 kg                                                        |
| 1984 | 8.    | IWF-Welt-Cup-Gala in Sarajewo                 | ohne           | mit 390 kg (172,5–217,5) = 88,14 % des Weltrekordes (2. Schwer), Sieger: Naim Suleimanow, Bulgarien, 327,5 kg = 101,35 % des Weltrekordes (Feder) |
| 1985 | 1.    | EM in Kattowitz                               | 2. Schwer      | mit 407,5 kg (185–222,5), vor Anton Baraniak, 402,5 kg (180–222,5) u. M. Ciernik, 395 kg (177,5–217,5), bde. ČSSR                                 |
| 1985 | 1.    | WM in Södertälje                              | 2. Schwer      | mit 422,5 kg (190–232,5), vor M. Ciernik, 397,5 kg, Norberto Oberburger, 397,5 kg u. Martin Zawieja, BRD, 382,5 kg (172,5–210)                    |
| 1986 | 1.    | Baltic-Cup in Stavanger                       | 2. Schwer      | mit 402,5 kg (180–222,5), vor Oystein Holt, Norwegen, 335 kg                                                                                      |
| 1986 | 1.    | EM in Karl-Marx-Stadt                         | 2. Schwer      | mit 430 kg (195–235), vor Sergei Nagirny, UdSSR, 410 kg u. Norberto Oberburger, 400 kg                                                            |
| 1986 | 1.    | WM in Sofia                                   | 2. Schwer      | mit 447,5 kg (200–247,5), vor Sergei Nagirny, 427,5 kg (192,5–235) u. József Jacsó, Ungarn, 415 kg                                                |
| 1986 | 1.    | Goodwill-Games                                | 2. Schwer      | mit 417,5 kg (187,5–230), vor Anton Baraniak, 407,5 kg u. Norberto Oberburger, 392,5 kg                                                           |
| 1987 | 1.    | EM in Reims                                   | 2. Schwer      | mit 440 kg (202,5–237,5), vor Stefan Botew, Bulgarien, 430 kg (187,5–242,5) u. Artur Akojew, UdSSR, 430 (195–235)                                 |
| 1987 | 1.    | WM in Ostrava                                 | 2. Schwer      | mit 445 kg (202,5–242,5), vor József Jacsó, 415 kg u. Anton Baraniak, 415 kg                                                                      |
| 1988 | 1.    | EM in Cardiff                                 | 2. Schwer      | mit 452,5 kg (202,5–250), vor Stefan Botew, 437,5 kg (190–247,5) u. Ronny Weller, DDR, 435 kg (192,5–242,5)                                       |
| 1988 | Gold  | OS in Seoul                                   | 2. Schwer      | mit 455 kg (210–245), vor Ronny Weller, 425 kg (190–235) u. Michael Schubert, 425 (190–235), bde. DDR                                             |
| 1989 | unpl. | WM in Athen                                   | 2. Schwer      | nach 3 ungültigen Versuchen im Stoßen kein Zweikampfresultat; im Reißen mit 2. Platz mit 202,5 kg; Sieger: Stefan Botew                           |
| 1989 | 1.    | Samby-Chips-Moomba-Cup in Melbourne           | 2. Schwer      | mit 425 kg (195–230), vor Robert j. Jason, Australien, 337,5 kg                                                                                   |
| 1990 | 2.    | EM in Aalborg                                 | 2. Schwer      | mit 442,5 kg (200–242,5), hinter Stefan Botew, 445 kg (195–250), vor Rizvan Gulischchanow, UdSSR, 440 kg (202,5–237,5)                            |
| 1991 | 1.    | Turnier in Cardiff                            | Superschwer    | mit 410 kg (187,5–222,5) |

## Persönliche Bestleistungen
- Reißen: 210,0 kg am 27. September 1988 in Seoul in der Klasse bis 110 kg.
- Stoßen: 250,5 kg am 30. April 1988 in Cardiff in der Klasse bis 110 kg.
- Zweikampf: 440,0 kg (200,0 + 240,0) am 4. März 1983 in Odessa in der Klasse bis 100 kg.
- Zweikampf: 455,0 kg am 27. September 1988 in Seoul in der Klasse bis 110 kg.

## Sonstiges
- Sacharewitsch gewann insgesamt fünf Europa- und drei Weltmeisterschaften während seiner aktiven Laufbahn. Unter anderem stellte er 38 Weltrekorde auf, die heute aufgrund der Umstrukturierung der Gewichtsklassen zwar nicht mehr gültig sind, aber einige dennoch zu den in seiner Klasse absolut höchsten Rekorden zählen. Erwähnenswert sind vor allem seine 200 kg im Reißen als Jugendlicher in der 100 kg Klasse und seine 210 kg im Reißen und 250,5 kg im Stoßen im 2. Schwergewicht bis 110 kg. Des Weiteren hält er zwei der höchsten Zweikampfergebnis mit 455 kg in der 110 kg Klasse und 440 kg im 1. Schwergewicht bis 100 kg.